# 벤 애플렉의 작품 목록

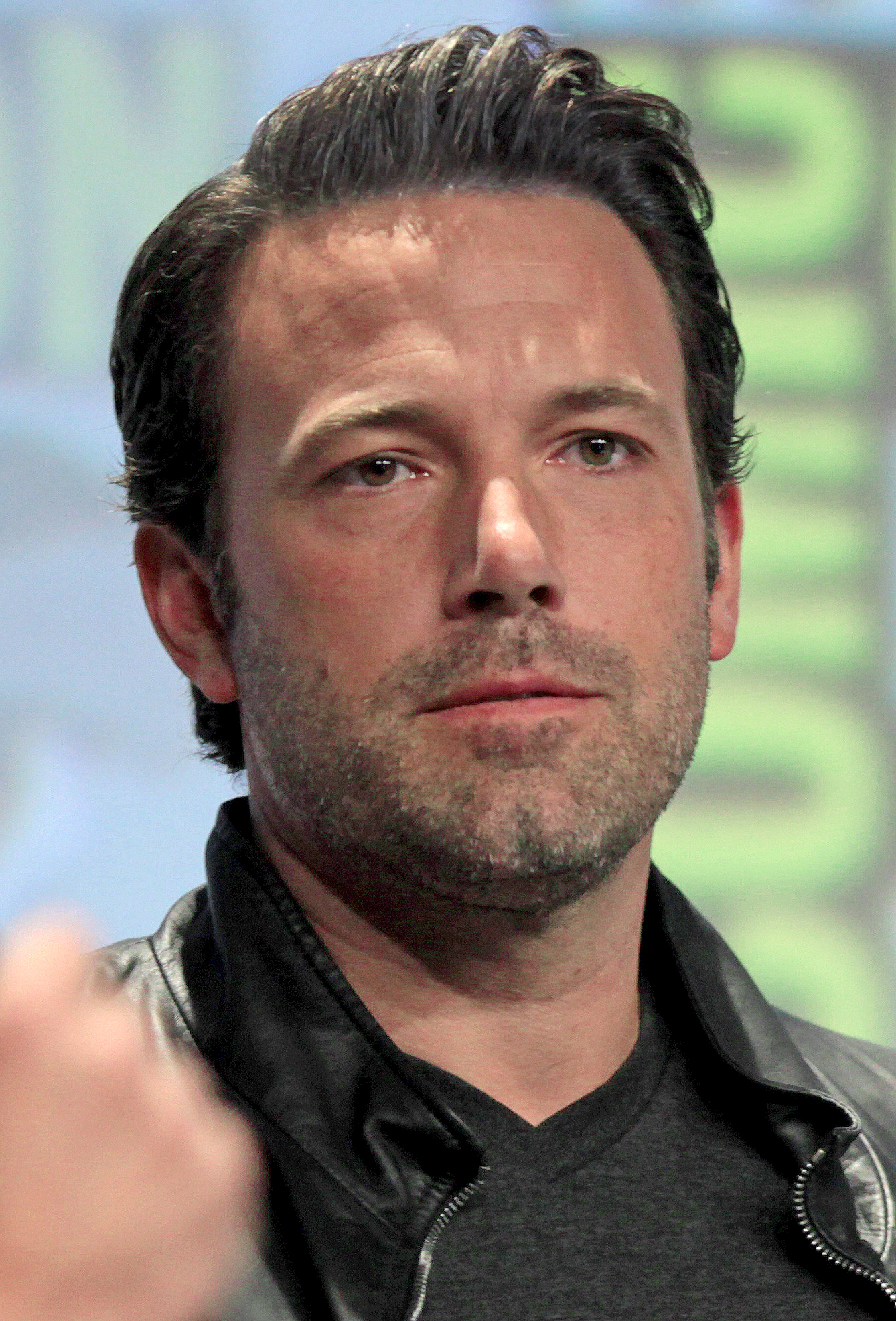
2014년, 샌디에이고 코믹콘 인터내셔널에서 벤 애플렉

다음은 미국의 배우, 영화 제작자, 영화 감독과 영화 각본가의 벤 애플렉의 작품 목록이다. 애플렉의 첫 영화는 보스턴의 세트장에서 독립 작품으로 제작 된 《더 다크 앤드 오브 어 스트릿》(1981)으로 그의 나이는 만 8세였다. 10대 시절, 그는 PBS 교육 프로그램 시리즈 《The Voyage of the Mimi》(1984), 《The Second Voyage of the Mimi》(1988)과 1986년 《ABC 애프터스쿨 스페셜》을 포함한 여러 텔레비전 쇼에 출연하였다. 애플렉은 반유대주의를 연기한 스포츠 영화 《스쿨 타이》(1992)와 짧은 기간 정기적으로 텔레비전 드라마 《어게인스트 더 그래인》(1993)에 출연하였다. 그는 리처드 링클레이터 감독의 《멍하고 혼돈스러운》(1993)에서 고등학교 3학년 학생을 지지하는 연기로 주목을 받았고, 이후 리치 윌키스 감독의 코미디 영화 《글로리 데이즈》(1995)로 첫 주연을 맡았다.
1997년 한해 동안 애플렉은 세간의 이목을 끌었다. 그는 케빈 스미스 감독의 《체이싱 아미》에서 만화가를 연기해 예술적인 성공을 하였고,  맷 데이먼과 함께 각본을 쓴 드라마 영화 《굿 윌 헌팅》으로 미국 아카데미 시상식 최우수 각본상과 골든 글로브 시상식 최우수 각본상을 수상하였다. 그의 다음 작품은 또한 브루스 윌리스와 호흡을 맞춘 마이클 베이 감독의 SF 영화 《아마겟돈》 (1998)으로 그에게 있어 전환점이 된 작품으로 상업적으로 큰 성공을 거두었다.

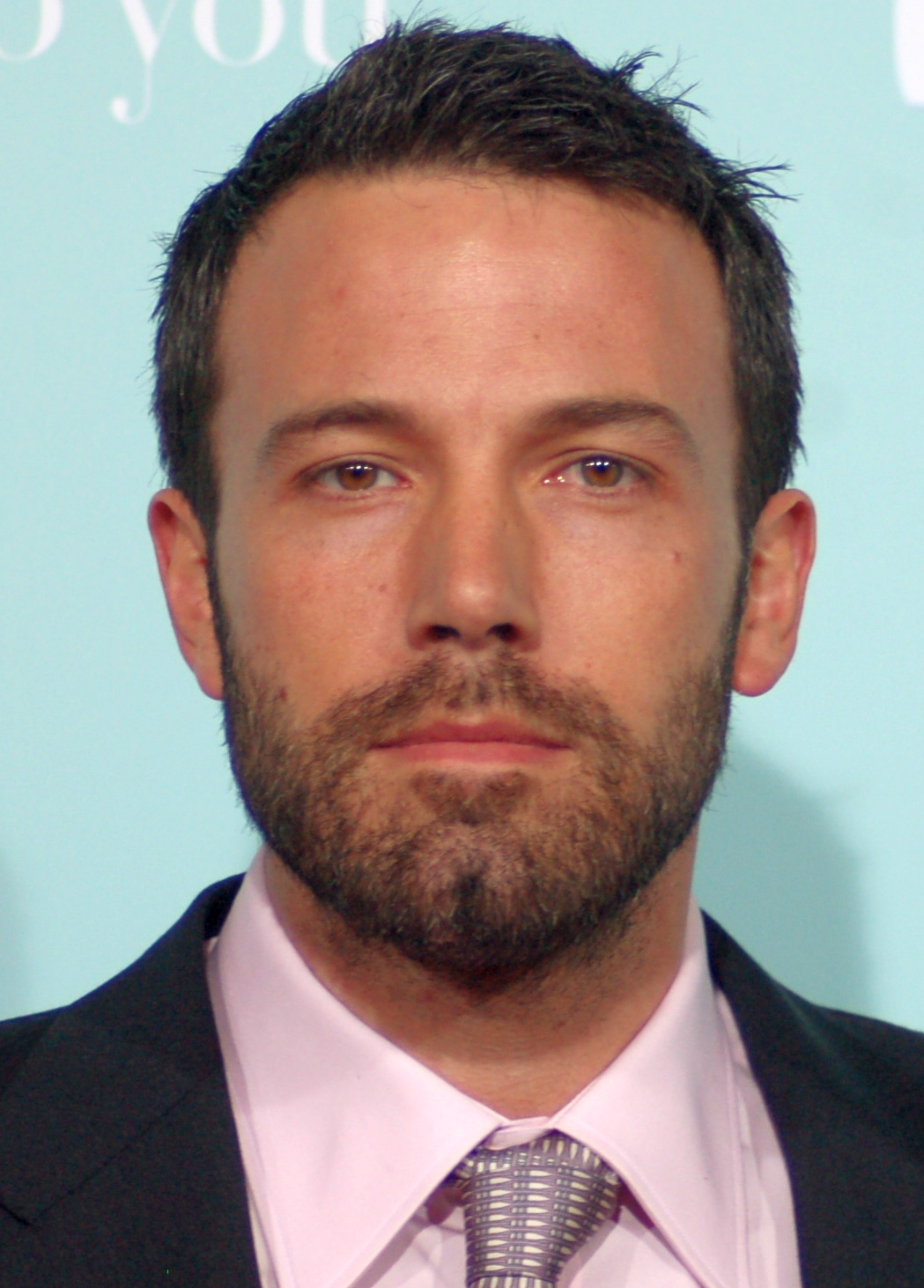
그는 당신에게 반하지 않았다 시사회에서 애플렉.

2000년, 애플렉은 데이먼과 숀 베일리와 제작사 라이브플래닛을 설립해, 텔레비전 리얼리티 시리즈 《프로젝트 그린라이트》을 제작하였고, 이는 처음으로 제작한 작품이다. 그는 총괄 프로듀서로서 높은 성과를 거둔 여러 프로젝트를 감독하였다. 애플렉은 케이트 베킨세일의 상대역을 연기한 베이 감독의 로맨틱 전쟁 영화 《진주만》 (2001)은 평단으로부터 엇갈리는 평을 받았지만 박스오피스에서 큰 성공을 거뒀다. 그는 슈퍼 히어로 영화 《데어데블》(2003)과 코미디 《갱스터 러버》(2003)과 《서바이빙 크리스마스》(2004)을 포함해, 중요한 시기에 상업적으로 실패한 작품에 연속으로 출연하면서 그의 경력은 이후 하락세를 겪게 되었고, 언론의 논평가들은 주연으로 애플렉의 경력은 끝이 임박했다고 전망하였다. 그러나, 그는 제니퍼 가너와 결혼한 이후 조지 리브스를 연기한  전기 영화 《할리우드랜드》(2006)로 컴백하였고, 그의 연기는 인정을 받아 골든 글로브상 영화 부문 남우조연상 후보 지명과 베네치아 국제 영화제 남우주연상(볼피컵)을 수상하였다.

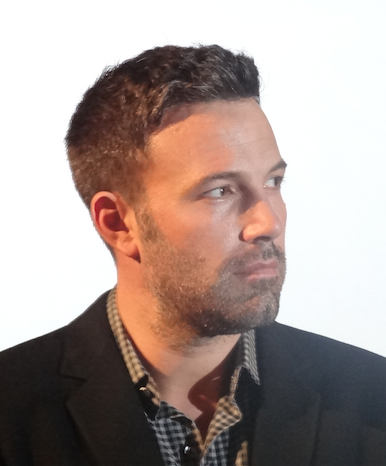
2012년 아르고 이벤트에서 애플렉.

2007년, 애플렉은 데니스 루헤인의 동명의 소설을 원작으로 한 그의 장편 영화 감독 데뷔작 《가라, 아이야, 가라》 (2007)로 내셔널 보드 오브 리뷰(전미 비평가위원회상), 헐리우드 영화제를 포함한 여러 비평가협회상에서 신인감독상을 수상하며 평단의 호평을 받았다. 그는 앙상블 로맨틱 코미디 영화 《그는 당신에게 반하지 않았다》(2009)와 드라마 《컴퍼니 맨》(2010)으로 영화에서 연기도 계속해 나갔다. 애플렉은 워너브라더스로부터 배급  된 그의 감독 작품인 범죄 드라마 《타운》(2010)과 정치 스릴러
《아르고》에서 감독과 주연으로 연기를 병행하였다. 《아르고》에서 그는 1979년 주 이란 미국 대사관 인질 사건의 캐나디안 케이퍼 구출 작전인 실화를 바탕으로 미국 중앙정보국(CIA)의 구출 전문요원 토니 멘데스를 연기하였고, 영화는 평단으로부터 연이은 호평을 받아 골든 글로브 시상식과 영국 아카데미 시상식(BAFTA)에서 최우수 감독과 골든 글로브 시상식과 영국 아카데미 시상식(BAFTA)와 미국 아카데미 시상식 최우수 작품상을 수상하였다. 2012년에는 또한, 데이먼과 펄 스트리트 필름스라는 이름의 영화 제작사를 설립하였다. 2014년, 애플렉은 데이비드 핀처 감독의 심리 스릴러 《나를 찾아줘》에서 그의 아내의 살해한 용의자로 몰리는 남자를 연기하였다. 2년 후, 그는 슈퍼히어로 영화 《배트맨 대 슈퍼맨: 저스티스의 시작》에서 배트맨을 연기하였고, 그의 작품 증에서도 가장 높은 흥행 수익을 기록하였으며, DC 확장 유니버스의 후속 프랜차이즈에 계속해 출연할 예정이다.

## 영화
| 년도 | 제목 | 역할                      | 감독                         | 비고                           | 참조.         |
| ---- | --- | ------------------------- | ---------------------------- | ------------------------------ | ------------- |
| 1981 | 더 다크 앤드 오브 어 스트릿 The Dark End of the Street | 거리의 아이               | 빈칸                         |                                | [ 26 ]        |
| 1992 | 스쿨 타이 School Ties | 체스티 스미스             | 로버트 맨델                  |                                | [ 27 ]        |
| 1992 | 뱀파이어 해결사 Buffy the Vampire Slayer | 농구 선수 10              | 프랜 루벨 커즈               | 크레딧에 오르지 않음           | [ 28 ]        |
| 1993 | 나는 나의 레즈비언 아내를 죽여서 불판 위에 올려 놓았다, 그리고 지금은 월트 디즈니와 세 편의 영화를 협상중이다 I Killed My Lesbian Wife, Hung Her on a Meat Hook, and Now I Have a Three-Picture Deal at Disney | 자신                      | 자신                         | 단편 영화 (감독, 각본)         | [ 29 ]        |
| 1993 | 멍하고 혼돈스러운 Dazed and Confused | 프레드 오배니언           | 리처드 링클레이터            |                                | [ 4 ]         |
| 1995 | 몰래츠 Mallrats | 섀넌 해밀턴               | 케빈 스미스                  |                                | [ 30 ]        |
| 1996 | 글로리 데이즈 Glory Daze | 잭                        | 리치 윌키스                  |                                | [ 31 ]        |
| 1997 | 체이싱 아미 Chasing Amy | 홀든 맥닐                 | 케빈 스미스                  |                                | [ 32 ]        |
| 1997 | 다크니스 Going All the Way | 톰 "거너" 캐설먼          | 마크 펠링톤                  |                                | [ 33 ]        |
| 1997 | 굿 윌 헌팅 Good Will Hunting | 처키 설리번               | 거스 밴 샌트                 | 각본(맷 데이먼과 공동 각본)    | [ 34 ]        |
| 1998 | 셰익스피어 인 러브 Shakespeare in Love | 네드 알레인               | 존 매든                      |                                | [ 35 ]        |
| 1998 | 팬텀 Phantoms | 브라이스 해먼드           | 죠 채펠리                    |                                | [ 36 ]        |
| 1998 | 아마겟돈 Armageddon | A. J. 프로스트            | 마이클 베이                  |                                | [ 37 ]        |
| 1999 | 도그마 Dogma | 바틀비                    | 케빈 스미스                  |                                | [ 38 ]        |
| 1999 | 포스 오브 네이처 Forces of Nature | 벤 홈스                   | 브론웬 휴즈                  |                                | [ 39 ]        |
| 1999 | 비포 뉴 이어 200 Cigarettes | 바텐더                    | 리자 브라몬 가르시아         |                                | [ 40 ]        |
| 2000 | 바운스 Bounce | 버디 아마랄               | 돈 루스                      |                                | [ 41 ]        |
| 2000 | 레인디어 게임 Reindeer Games | 루디 덩컨                 | 존 프랑켄하이머              |                                | [ 42 ]        |
| 2000 | 보일러 룸 Boiler Room | 짐 영                     | 벤 영거                      |                                | [ 43 ]        |
| 2000 | 이집트 왕자 2: 요셉 이야기 Joseph: King of Dreams | 요셉 (더빙)               | 롭 라듀카/로버트 C. 라미레즈 | 애니메이션 영화                | [ 44 ]        |
| 2001 | 제이 앤 사일런트 밥 Jay and Silent Bob Strike Back | 홀든 맥닐                 | 케빈 스미스                  | 카메오                         | [ 45 ]        |
| 2001 | 대디 앤 뎀 Daddy and Them | 로런스 보언               | 빌리 밥 손튼                 |                                | [ 46 ]        |
| 2001 | 진주만 Pearl Harbor | 레이프 매콜리             | 마이클 베이                  |                                | [ 47 ]        |
| 2002 | 도둑맞은 여름 Stolen Summer | 피트 존스                 | 빈칸                         | 프로듀서                       | [ 48 ]        |
| 2002 | 썸 오브 올 피어스 The Sum of All Fears | 잭 라이언                 | 필 알덴 로빈슨               |                                | [ 49 ]        |
| 2002 | 체인징 레인스 Changing Lanes | 개빈 배넉                 | 로저 미첼                    |                                | [ 50 ]        |
| 2002 | 써드 휠 The Third Wheel | 마이클                    | 조단 브래디                  | 또한 총괄 프로듀서             | [ 51 ]        |
| 2002 | Speakeasy | 빈칸                      | 브렌단 머피                  | 또한 총괄 프로듀서             | [ 52 ]        |
| 2003 | 배틀 오브 쉐이커 하이츠 The Battle of Shaker Heights | 빈칸                      | 에프람 포텔/ 카일 랜킨       | 총괄 프로듀서                  | [ 53 ]        |
| 2003 | 데어데블 Daredevil | 데어데블 / 맷 머독        | 마크 스티븐 존슨             |                                | [ 54 ]        |
| 2003 | 갱스터 러버 Gigli | 래리 질리                 | 마틴 브레스트                |                                | [ 55 ]        |
| 2003 | 페이첵 Paycheck | 마이클 제닝스             | 오우삼                       |                                | [ 56 ]        |
| 2004 | 서바이빙 크리스마스 Surviving Christmas | 드루 레이섬               | 마이크 미첼                  |                                | [ 57 ]        |
| 2004 | 저지 걸 Jersey Girl | 올리 트링크               | 케빈 스미스                  |                                | [ 58 ]        |
| 2005 | 엘렉트라 Elektra | 데어데블 / 맷 머독        | 아비 아라드                  | 감독판                         | [ 59 ]        |
| 2005 | 피스트 Feast | 빈칸                      | 존 걸레거                    | 총괄 프로듀서                  | [ 60 ]        |
| 2006 | 맨 어바웃 타운 Man About Town | 잭 자모로                 | 마이크 바인더                |                                | [ 61 ]        |
| 2006 | 점원들 2 Clerks II | 얼빠진 듯이 바라보는 남자 | 케빈 스미스                  | 카메오                         | [ 62 ]        |
| 2006 | 할리우드랜드 Hollywoodland | 조지 리브스               | 앨런 콜터                    |                                | [ 63 ]        |
| 2007 | 스모킹 에이스 Smokin' Aces | 잭 듀프리                 | 조 카나한                    |                                | [ 64 ]        |
| 2007 | 가라, 아이야, 가라 Gone Baby Gone | 빈칸                      | 자신                         | 감독, 각본                     | [ 65 ]        |
| 2009 | 그는 당신에게 반하지 않았다 He's Just Not That Into You | 닐                        | 켄 콰피스                    |                                | [ 66 ]        |
| 2009 | 스테이트 오브 플레이 State of Play | 스티븐 콜린스             | 케빈 맥도널드                |                                | [ 67 ]        |
| 2009 | 엑스트랙트 Extract | 딘                        | 마이크 저지                  |                                | [ 68 ]        |
| 2010 | 타운 The Town | 더그 맥레이               | 자신                         | 또한 감독, 각본, 프로듀서      | [ 69 ]        |
| 2010 | 컴퍼니 멘 The Company Men | 보비 워커                 | 존 웰스                      |                                | [ 70 ]        |
| 2012 | 아르고 Argo | 토니 멘데스               | 자신                         | 또한 감독, 프로듀서            | [ 71 ]        |
| 2012 | 투 더 원더 To the Wonder | 닐                        | 테렌스 맬릭                  |                                | [ 72 ]        |
| 2013 | 히든카드 Runner, Runner | 아이번 블록               | 브래드 퍼맨                  |                                | [ 73 ]        |
| 2014 | 나를 찾아줘 Gone Girl | 닉 던                     | 데이비드 핀처                |                                | [ 74 ]        |
| 2016 | 배트맨 대 슈퍼맨: 저스티스의 시작 Batman v Superman: Dawn of Justice | 브루스 웨인 / 배트맨      | 잭 스나이더                  |                                | [ 75 ]        |
| 2016 | 수어사이드 스쿼드 Suicide Squad | 브루스 웨인 / 배트맨      | 데이비드 에이어              | 카메오                         | [ 76 ]        |
| 2016 | 디 어카운턴트 The Accountant | 크리스 울프               | 게빈 오코너                  |                                | [ 77 ] [ 78 ] |
| 2016 | 리브 바이 나이트 Live by Night | 조 코클린                 | 자신                         | 또한 감독, 각본, 프로듀서      | [ 79 ]        |
| 2017 | Bending the Arc | 빈칸                      | 빈칸                         | 다큐멘터리 영화, 총괄 프로듀서 | [ 80 ]        |
| 2017 | 저스티스 리그 Justice League | 브루스 웨인 / 배트맨      | 잭 스나이더                  | 또한 총괄 프로듀서             | [ 81 ]        |
| 2019 | 트리플 프런티어 Triple Frontier | 톰 데이비스               | J.C. 챈더                    |                                | [ 82 ]        |
| 2020 | 마지막 게임 The Last Thing He Wanted | 트릿 모리슨               | 디 리스                      |                                | [ 83 ]        |
| 2020 | 더 웨이 백 The Way Back | 잭 커닝햄                 | 개빈 오코너                  | 각본                           |               |
| 2021 | 잭 스나이더의 저스티스 리그 Zack Snyder's Justice League | 브루스 웨인 / 배트맨      | 잭 스나이더                  | 총괄 프로듀서                  |               |
| 2021 | 딥 워터 Deep Water | 빅 밴 앨런                | 에이드리언 라인              |                                |               |
| 2021 | 라스트 듀얼: 최후의 결투 The Last Duel | 피에르 달랑송 백작        | 리들리 스콧                  | 각본, 총괄 프로듀서            |               |
| 2023 | 에어 Air | 소니 바카로               | 자신                         | 또한 프로듀서                  |               |
| 2023 | 힙노틱 Hypnotic | 대니 루크                 | 로버트 로드리게스            |                                |               |

## 텔레비전
| 년도                               | 제목                                                      | 역할             | 비고                                                     | 참조.         |
| ---------------------------------- | --------------------------------------------------------- | ---------------- | -------------------------------------------------------- | ------------- |
| 1984                               | The Voyage of the Mimi                                    | C.T. 그랜빌      | 총 6화 출연                                              | [ 84 ]        |
| 1986                               | ABC 애프터스쿨 스페셜 ABC Afterschool Special             | 대니 콜먼        | 시즌15, 제2화: "Wanted: The Perfect Guy"                 | [ 85 ]        |
| 1987                               | 핸즈 오브 어 스트랜저 Hands of a Stranger                 | 빌리 헌          | 텔레비전 영화                                            | [ 86 ]        |
| 1988                               | The Second Voyage of the Mimi                             | C.T. 그랜빌      | 총 12화 출연                                             | [ 87 ]        |
| 1991                               | 다니엘 스틸:위대한 대디 Danielle Steel's Daddy            | 벤 왓슨          | 텔레비전 영화                                            | [ 88 ]        |
| 1993                               | 알모스트 홈 The Torkelsons                                | 케빈 존슨        | 시즌1, 제4화: "Is That All There Is?"                    | [ 89 ]        |
| 1993                               | 어게인스트 더 그래인 Against the Grain                    | 조 윌리 클레먼스 | 총 8화 출연, 주연                                        | [ 90 ]        |
| 1994                               | 인생 이야기: 가족의 위기 Life stories: Families in Crisis | 에런 헨리        | 시즌1, 제9화: "A Body to Die For: The Aaron Henry Story" | [ 91 ]        |
| 1999, 2000, 2001, 2004, 2008, 2013 | 새터데이 나이트 라이브 Saturday Night Live                | 호스트           | 총 8화 출연                                              | [ 92 ]        |
| 2001~2005, 2015                    | 프로젝트 그린라이트 Project Greenlight                    | 빈칸             | 총괄 프로듀서                                            | [ 10 ] [ 93 ] |
| 2002                               | 푸시, 네바다 Push, Nevada                                 | 빈칸             | 총괄 프로듀서, 각본                                      | [ 94 ]        |
| 2009                               | 리포터 Reporter                                           | 빈칸             | 다큐멘터리, 총괄 프로듀서                                | [ 95 ]        |
| 2009                               | 커브 유어 엔수지애즘 Curb Your Enthusiasm                 | 고객             | 시즌 7, 8화: "Officer Krupke"                            | [ 96 ]        |
| 2015                               | 유한계급론 The Leisure Class                              | 빈칸             | 텔레비전 영화, 총괄 프로듀서                             | [ 97 ]        |
| 2016                               | 더 러너 The Runner                                        | 빈칸             | 총괄 프로듀서                                            | [ 98 ]        |
| 2016                               | 인코퍼레이티드 Incorporated                               | 빈칸             | 총괄 프로듀서                                            | [ 99 ]        |
| 발표 예정                          | 시티 온 어 힐 City on a Hill                              | 빈칸             | 총괄 프로듀서                                            | [ 100 ]       |

## 같이 보기
- 벤 애플렉의 수상 및 후보 목록